# Acide tiludronique
L'acide tiludronique (DCI) est un bisphosphonate utilisé dans le traitement de l'ostéoporose en santé humaine... Il est vendu sous le nom de Skelid. Chez le cheval, l'acide tiludronique est utilisé dans le traitement de la maladie naviculaire et de l'éparvin. Il est vendu sous le nom de Tildren.

## Administration
Chez l'homme, l'acide tiludronique est administré oralement. La dose recommandée est  de 400 mg par jour, en une seule fois, avec un verre d'eau de source, pris sur une période de trois mois. D'autres types de breuvages (notamment l'eau minérale), ainsi que la prise de nourriture ou d'autre médicaments simultanément présentent le risque de réduire son absorption par l'organisme.
Chez le cheval, la faible biodisponibilité de l'acide Tiludronique rend l'administration orale non réalisable. L'acide Tiludronique est administré par voie intra veineuse lente, à la posologie de 1 mg/kg, mélangé dans 1 litre de solution saline. L'administration IV doit se faire sur une période de 30 min minimum.